# Ömür Kınay
Ömür Kınay (nacida en 1979) es una directora de cine turca discapacitada, que recibió el Premio Golden Boll por su cortometraje Kün. 

## Biografía
Kinay nació en Estambul en 1979. Su madre, Emine Doğançay, y su padre, Hürol Kınay, se divorciaron cuando ella tenía un año. A partir de entonces, se quedó con su madre. A mediados de la década de 1990, ambas regresaron a Estambul desde Alemania, donde habían estado viviendo. A los 20 años, Ömür y su madre se mudaron a sus apartamentos recién comprados, uno sobre otro en el mismo edificio en Sefaköy, Küçükçekmece. Solo una semana después, su madre murió en el terremoto el 17 de agosto de 1999 quedando bajo los escombros del edificio destruido. Ömür fue encontrada cuatro horas y media más tarde abrazando a su madre. Fue rescatada de los restos y llevada a un hospital cercano. Sin embargo, quedó paralizada debido a una lesión en la médula espinal. Una fotografía que la mostraba con la cabeza inclinada hacia un lado debajo de los escombros de hormigón apareció en la página principal de los principales periódicos. Actualmente, se ve obligada a usar una silla de ruedas.
En 1996, completó su educación secundaria en el colegio profesional Bakırköy para niñas que estudian pintura. Luego, asistió a la Universidad Anadolu para Educación a Distancia. Durante este tiempo, trabajó en varias agencias de publicidad y editoriales de revistas.
Su discapacidad en 1999 hizo que Ömür interrumpiera su educación superior. A partir de abril de 2001, trabajó en la recepción del hospital durante su terapia. De 2001 a 2003, los fines de semana, asistió a un curso de diseño gráfico en un Centro de Artes. Durante este período, creó pinturas, que se mostraron en exposiciones colectivas locales.
En 2005, recibió una beca para estudiar Comunicación-Diseño en la Universidad Kültür de Estambul. Después de su graduación en 2009, viajó a Reino Unido patrocinada por el restaurador turco residente en Londres, Hüseyin Özer. Se quedó 18 meses en Brighton para aprender inglés. Regresó a Turquía y obtuvo una maestría en su alma materr.

## Carrera
En 2007, ganó el premio "Mejor Película Experimental" del 14º Festival de Cine Golden Boll en Adana, Turquía, con su película Kün ("To Be"), que fue su trabajo de curso universitario. El corto de 3:20 minutos de duración se trata de los siete consejos del poeta y sufi místico Mevlana Celaleddin Rumi (1207-1273). Antes de eso, también recibió el "Premio Especial del Jurado" de la Universidad de İnönü en Malatya y el "Premio de Cortometraje" de la Universidad Técnica de Yıldız en Estambul. Su producción de animación Empati (Empatía) presenta a una persona sana, que busca trabajo en el mundo de los discapacitados.
Actualmente, sigue una carrera académica en la Universidad Istanbul Bilgi.

## Publicaciones científicas
- Kınay, Ömür (2013). «Küreselleşme ve Küresel Markalaşma: Yerellik ve Kültürel Göstergeler Bağlamında 'Pringles Kebap' Örneği». The Turkish Online Journal of Design, Art and Communication-TOJDAC 3 (2): 12-20. ISSN 2146-5193. doi:10.7456/10302100/002. Archivado desde el original el 19 de septiembre de 2016. Consultado el 18 de diciembre de 2019.
- Kınay, Ömür (2014). «Tüketim Olgusunun Sinemada Kullanımı ve Fight Club Filminin İncelenmesi». The Turkish Online Journal of Design, Art and Communication-TOJDAC 4 (2): 92-104. ISSN 2146-5193. doi:10.7456/10402100/007. Archivado desde el original el 19 de septiembre de 2016. Consultado el 18 de diciembre de 2019.
- Yengin, Deniz & Ömür Kınay (2014). «Kitle Kültürü Örneği Olarak Çarşı».  En Ekin, Volkan, ed. Türkiye'de Spor Ve Medya (Istanbul: Köprü Yayınları): 55-71. Archivado desde el original el 19 de septiembre de 2016. Consultado el 18 de diciembre de 2019.
- Kınay, Ömür (2013). «İletişimde Piktogram Kullanımının Önemi ve Bedensel Engelli Piktogramına İlişkin Uygulamalar».  En Özgül, Ruken, ed. İletişim Ve... (Istanbul: Es Yayınları): 207-240. Archivado desde el original el 19 de septiembre de 2016. Consultado el 18 de diciembre de 2019.